# Paltaselkä
Paltaselkä är en del av sjön Ule träsk i Finland.   Den ligger i landskapet Kajanaland, i den centrala delen av landet, 500 km norr om huvudstaden Helsingfors. Paltaselkä ligger 119 meter över havet.